# جون كامبل براون
جون كامبل براون (بالإنجليزية: John Campbell Brown )‏ (و. 1947 – م) هو عالم فلك من المملكة المتحدة .

## مناصب
تولى منصب عالم الفلك الملكي لاسكتلندا.

## مناصب وهيئات
أدار جامعة جلاسكو.